# Mahatma Jyotirao Phule
Jyotirao Govindrao Phule (11 avril 1827 - 28 novembre 1890), connu sous le nom Mahatma Jyotiba Phule, est un intellectuel militant indien du Maharastra.
Il est connu pour ses engagements contre le système de castes ou pour l'éducation des femmes et des castes inférieures.
Il a ouvert, en Inde, la première école pour femmes en 1848 dont le premier professeur était sa femme, Savitribai Phule.
En 1873, il fonde la Satyashodhak Samaj (Société de quête de la vérité) et un journal pour pousser les castes inférieures à s'émanciper de l'influence des brahmanes et défendre la liberté individuelle, l'égalité et les droits humains.
Dans son ouvrage Slavery (1873), il compare la situation des sudra (caste à laquelle il appartient) à celle des noirs américains.